# 三和ふれあいセンター (美濃加茂市)
三和ふれあいセンター（みわふれあいセンター）は、岐阜県美濃加茂市三和町にある複合施設。

## 概要
- 行政施設の「美濃加茂市役所三和連絡所」、生涯学習施設の「三和交流センター」、及びJAめぐみの三和営業所からなる複合施設である。2004年（平成16年）3月20日開所。三和ふれあいセンターはこれら3施設の総称であり、名称は公募により決められた[1]。三和交流センターは開所当時の名称は三和公民館であったが、2011年（平成23年）に三和交流センターに改称している。
- 建物は美濃加茂市の施設（美濃加茂市役所三和連絡所・三和交流センター）とJAめぐみの三和営業所の2つから成り、隣接する。
- 三和交流センター内には美濃加茂市立図書館北部分室がある。

## 施設概要
- 美濃加茂市役所三和連絡所

所管区域は三和町全域
- 三和交流センター
  - 和室
  - 会議室　（2室）
  - 乳幼児室
  - 調理室
  - 美濃加茂市立図書館北部分室
- JAめぐみの三和営業所

JAめぐみの富加支店の管轄

## 利用案内
- 所在地：岐阜県美濃加茂市三和町川浦2565
- 利用時間
  - 8：30 - 17：15　（美濃加茂市役所三和連絡所）
  - 8：30 - 22：00　（三和交流センター）
  - 10：00 - 17：00　（美濃加茂市立図書館北部分室）
- 休館日
  - 土日祝日、年末年始（12月29日～1月3日）　（美濃加茂市役所三和連絡所）
  - 年末年始（12月29日～1月3日）　（三和交流センター）
  - 土日祝日、年末年始（12月29日～1月3日）　（美濃加茂市立図書館北部分室）

## 交通アクセス

### 公共交通機関
- あい愛バス ほたる線「三和交流センター」バス停より徒歩すぐ。

## 周辺施設
- 美濃加茂市立三和小学校
- 美濃加茂市子育て支援センターほたるの広場
- 美濃加茂三和簡易郵便局